# Iglesia de San Nicolás (Putivl)
La iglesia de San Nicolás (en ucraniano: Церква Миколи Козацького) es una iglesia ortodoxa ucraniana que se sitúa en Putivl, en el óblast de Sumy de Ucrania. El templo está bajo la jurisdicción de la eparquía de Konotop y Jlújiv.    

## Geografía
La catedral está ubicada en la calle 1 de Mayo de Putivl, en el óblast de Sumy.   

## Historia
La iglesia de ladrillo comenzó a construirse en 1735 a expensas de los cosacos locales, bajo un arquitecto desconocido, y fue consagrada en 1737.
En 1770, la iglesia fue completamente renovada, añadiendo un campanario de cinco niveles desde el oeste, tras lo cual fue reconsagrada.  
El templo fue reparado nuevamente en 1838, restaurado en 1959 y por el taller de Sumy en 1966-1967 y 1983-1991. Al final de la era soviética, se planeó colocar en el monumento un museo. 
En 1991 volvió a estar bajo la dirección de la Iglesia ortodoxa ucraniana y se hizo el primer servicio religioso tras la caída de la Unión Soviética.

## Arquitectura
Esta iglesia se caracteriza por una combinación de las tradiciones de la arquitectura barroca ucraniana y rusa. En planta, se trata de una iglesia de estructura típicamente ucraniana en tres partes, a la que más tarde, en 1770, se le añadió un cuarto volumen: un campanario de cinco niveles. La solución espacial del edificio es típicamente rusa: se trata de una iglesia de dos pisos, en cuyo nivel inferior hay una cálida iglesia de invierno, y en la superior hay una fría iglesia de verano.

## Galería

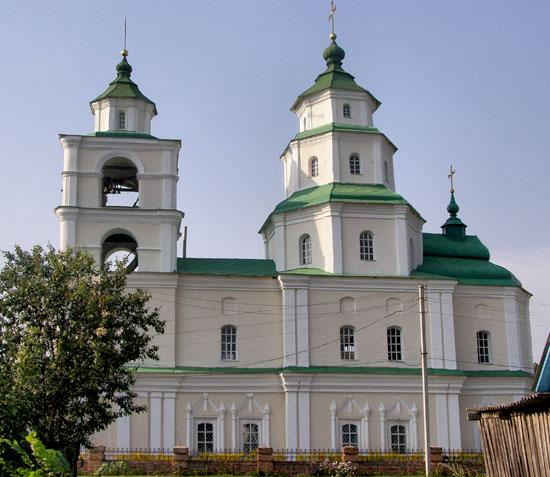
Vista lateral de la igelsia
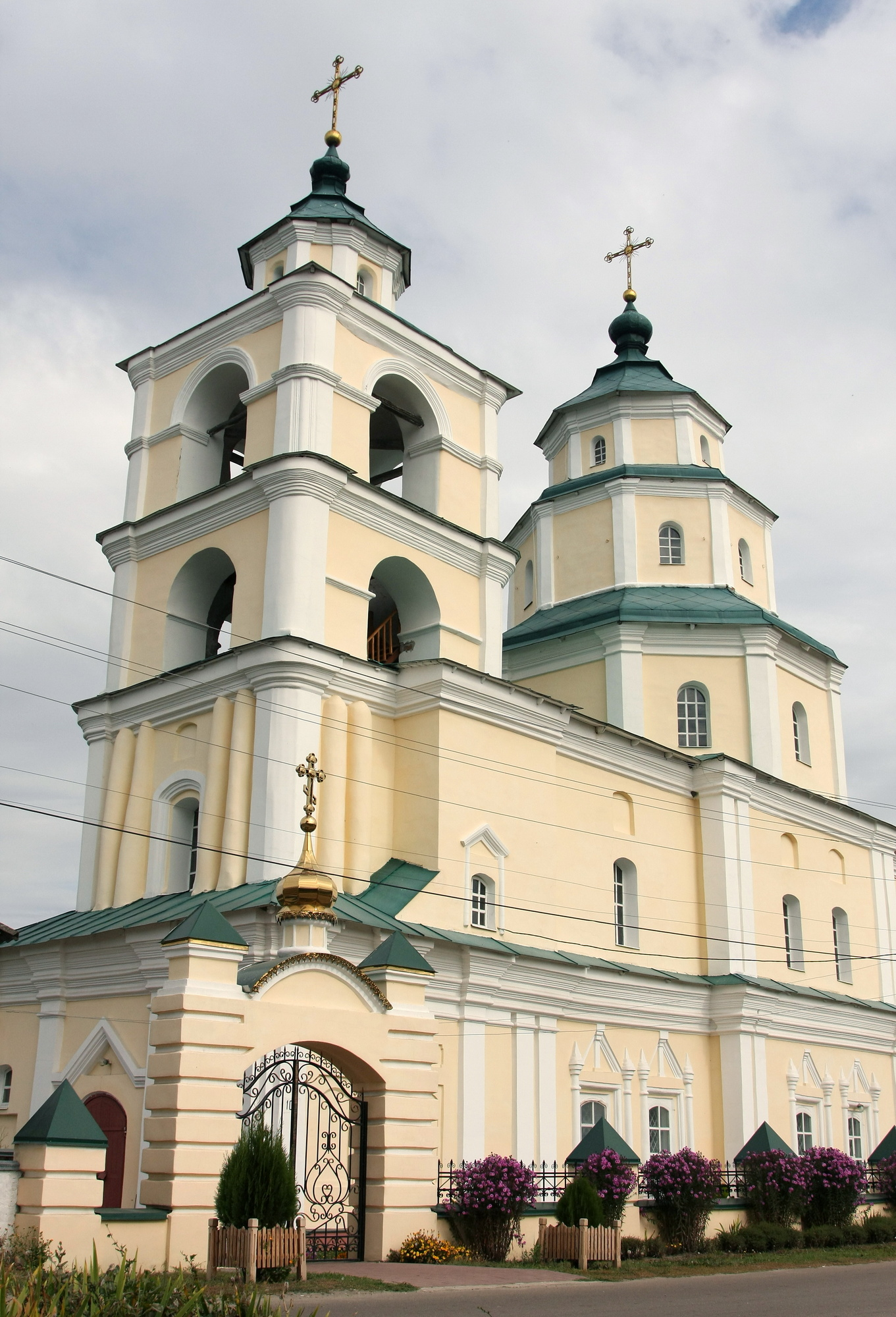
Campanario de la iglesia
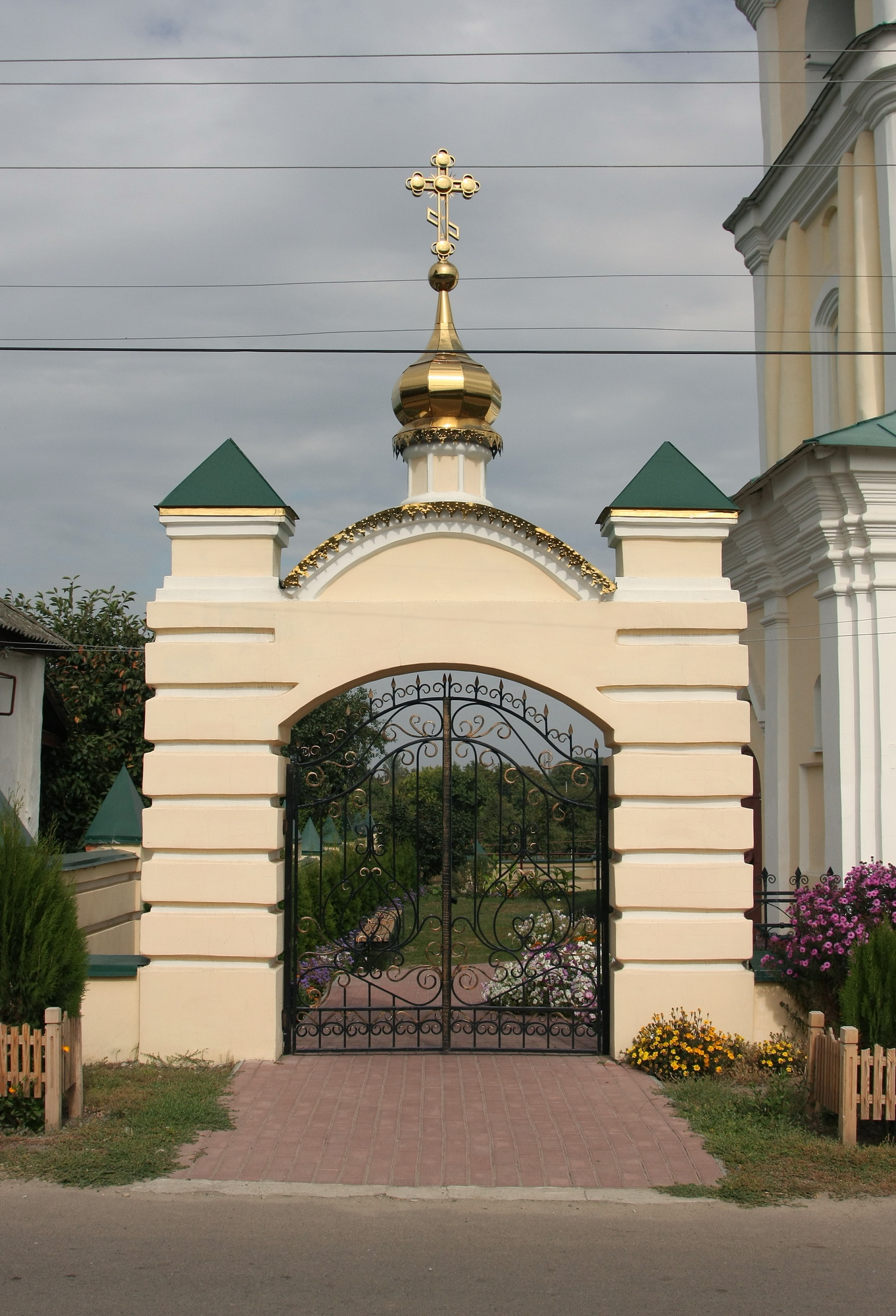
Entrada al recinto eclesiástico